# Königskrone Ludwigs XV. von Frankreich

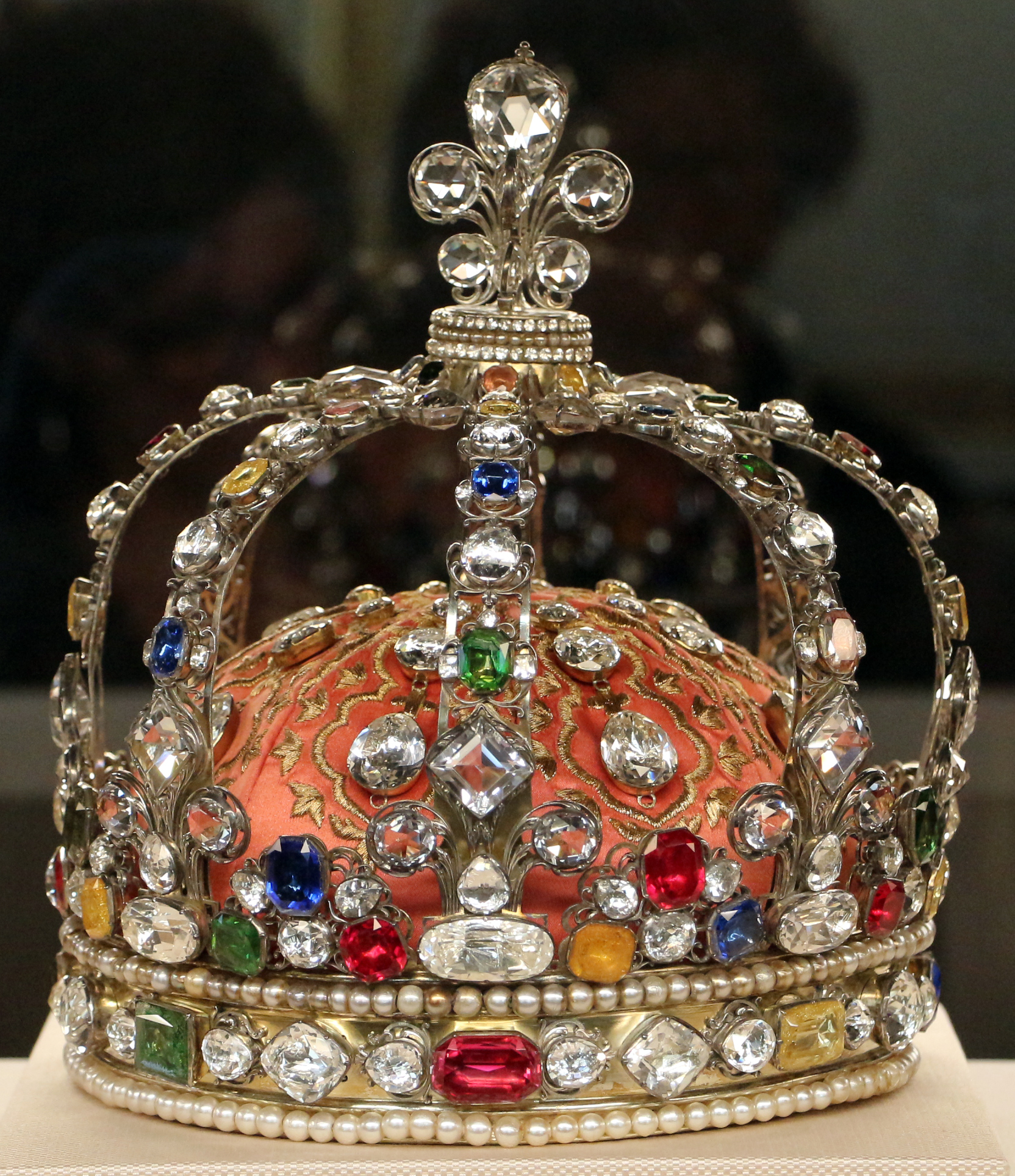
Königskrone Ludwigs XV. von Frankreich

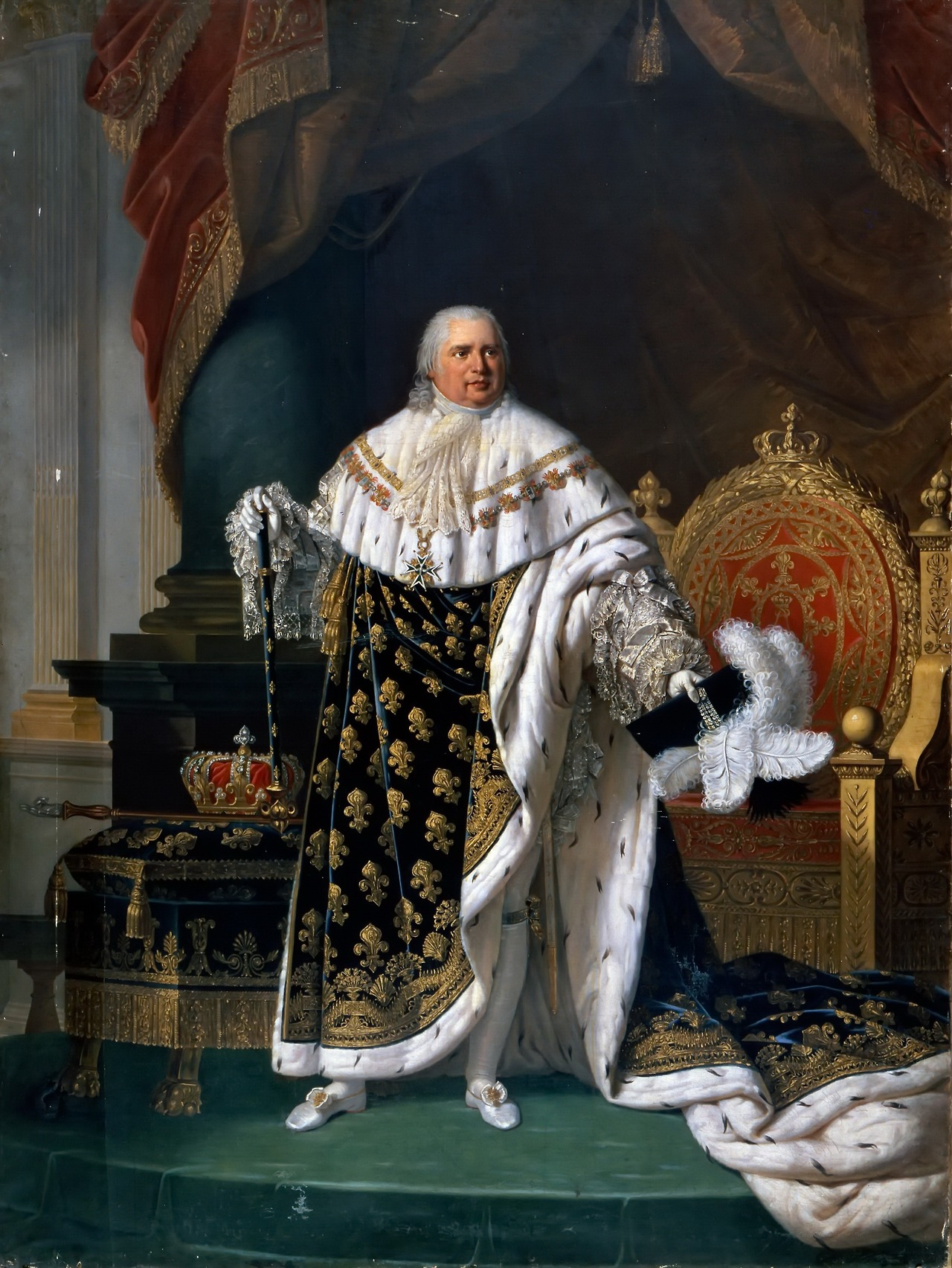
Ludwig XVIII. mit der Königskrone (links)

Die Königskrone Ludwigs XV. von Frankreich wurde während der Französischen Revolution nicht wie andere Kronen eingeschmolzen oder verkauft, sondern lediglich ihrer Diamanten, Edelsteine und Perlen beraubt. Diese wurden dann später durch Simili ersetzt.

## Beschreibung
Der vergoldete Silberreif trug an Ober- und Unterseite Perlenreihen. Auf dem Reif saßen 32 kleinere und größere Diamanten und farbige Edelsteine, die viereckig, herzförmig oder tropfenförmig waren. Die Goldfassungen waren barock verziert. Der Reif trägt auf der Oberseite acht goldene Lilien und dazwischen acht kleinere halbrunde Blüten. Die Blüten waren mit drei größeren farbigen Edelsteinen und drei kleineren Diamanten besetzt. Die Lilien trugen am Ansatz über dem Reif einen ellipsenförmigen Diamant, über dem ein kleiner tropfenförmiger Diamant stand. Die drei Blüten der Lilien trugen jeweils große Diamanten, die beiden seitlichen hatten Diamantrosen und das obere Blatt einen quadratischen Tafelstein. Der Ansatz der Lilie auf der Vorderseite trug bei ihrer Verwendung den Regent. Die acht Bügel trugen jeweils sieben große goldgefasste Steine, die entweder von kleineren Diamanten oder von barockem Goldfiligran umgeben waren. Die Bügel schwingen im Halbrund und treffen sich im Scheitel, wo sie einen zylindrischen Aufsatz bilden. Zwischen den Enden der Kronbügel sitzen nochmals Edelsteine. Der Rand des flachen Zylinders ist mit drei Reihen kleiner Diamanten geschmückt. Darüber erhebt sich ein Lilienbüschel, dessen Blätter aus neun großen Diamanten bestehen. Der Stein an der Spitze ist der Sancy. Die halbhohe Kronhaube war aus rotem Damast gefertigt und mit Edelsteinen belegt. Der Durchmesser der Krone beträgt 19 cm und die Höhe 24 cm.

## Geschichte
Der Goldschmied Augustin Duflos fertigte die Krone nach Entwürfen des Hofjuweliers Laurent Rondé und dessen Sohn Claude 1722. Die Krone wurde im gleichen Jahr von Ludwig XV. zur Krönung getragen. Die Karkasse mit Edelsteinimitationen steht heute in der Apollogalerie des Louvre. Die Krone wurde auch von Ludwig XVI. und von Ludwig XVIII. zur Krönung getragen – was hervorzuheben ist, da jeder französische König seine eigene Krone (manchmal auch mehrere) hat anfertigen lassen. Sie ist ferner die einzige Königskrone, die die Französische Revolution überstanden hat.